# The Wilds
The Wilds est une série télévisée dramatique américaine en 18 épisodes d'environ 54 minutes créée par Sarah Streicher et diffusée entre le 11 décembre 2020 et le 6 mai 2022 sur la plateforme Amazon Prime Video.

## Synopsis
Un groupe de jeunes filles se retrouve sur une île déserte après le crash de leur avion, alors qu'elles devaient aller dans un camp de vacances, mais il semblerait que ce crash n'ait pas été un simple accident.

## Distribution

### Acteurs principaux
- Sophia Taylor Ali (VF : Adeline Chetail) : Fatin Jadmani
- Shannon Berry (en) (VF : Camille Donda) : Dorothy « Dot » Campbell
- Jenna Clause (en) (VF : Cécile Gatto) : Martha Blackburn
- Reign Edwards (VF : Marie Nonnenmacher) : Rachel Reid
- Mia Healey (en) (VF : Lila Lacombe) : Shelby Goodkind
- Erana James (VF : Fanny Bloc) : Toni Shalifoe
- Sarah Pidgeon (VF : Zina Khakhoulia) : Leah Rilke
- Helena Howard (en) (VF : Lucille Boudonnat) : Nora Reid
- David Sullivan (en) (VF : Damien Ferrette) : Dr Daniel Faber
- Troy Winbush (VF : Frantz Confiac) : Dean Young
- Rachel Griffiths (VF : Anne Massoteau) : Gretchen Klein
- Charles Alexander (VF : Jim Redler) : Kirin O'Conner (saison 2)
- Zack Calderon (VF : Maxime Baudouin) : Rafael Garcia (saison 2)
- Nicholas Coombe (VF : Benjamin Bollen) : Josh Herbert (saison 2)
- Miles Gutierrez-Riley (VF : Jhos Lican) : Ivan Taylor (saison 2)
- Aidan Laprete (en) (VF : Juan Llorca) : Henry Tanaka (saison 2)
- Tanner Ray Rook (VF : Maxime Hoareau) : Bo Leonard (saison 2)
- Reed Shannon (VF : Mike Fédée) : Scotty Simms (saison 2)
- Alex Fitzalan (VF : Stanislas Forlani) : Seth Novak (saison 2)

#### Acteurs récurrents
- James Fraser (VF : Martin Faliu) : Ian Murnen
- Jarred Blakiston (en) (VF : Marc Maurille) : Alex
- Jen Huang (VF : Myrddrina Antoni) : Susan
- Joe Witkowski (VF : Nicolas Duquenoy) : Thom
- Barbara Eve Harris (VF : Annie Milon) : Audrey
- Elliott Giarola (VF : Arnaud Laurent) : Devon Klein / DJ Keating (saison 2)

### Invités
- Greg Bryk : Tim Campbell
- Shane Callahan (en) : James Reid
- Poorna Jagannathan (VF : Audrey Sourdive) : Rana Jadmani
- Warren Kole : Dave Goodkind
- Stefania LaVie Owen : Becca Gilroy
- Bonnie Soper (en) : JoBeth Goodkind
- Kimberly Norris Guerrero (en) (VF : Sara Viot) : Bernice Blackburn
- Lewis Fitz-Gerald : Dr Ted Wolchak
- Victoria Moroles (en) : Marisol Nunez
- Ben Folds (VF : Benjamin Gasquet) : lui-même

 Source et légende : version française (VF) sur RS Doublage

## Production
Le projet a débuté en juin 2018.
Après une saison 2 aux audiences plus mitigées, Amazon Prime annule la série fin juillet 2022.

### Tournage
Le tournage de la première saison débute fin septembre 2019 et ne s'achève que courant mars 2020 peu avant les mesures de confinement liées au Covid-19. Certaines scènes ont été tournées à la West Wave Pool[Quoi ?] d'Auckland en Nouvelle-Zélande ainsi que la plage Bethell. Le tournage a duré six mois.
Le tournage de la deuxième saison a lieu à partir du mois d'avril 2021 et se termine en août 2021.

## Épisodes

### Première saison (2020)
1. Jour 1 (Day One)
2. Jour 2 (Day Two)
3. Jour 3 (Day Three)
4. Jour 6 (Day Six)
5. Jour 7 (Day Seven)
6. Jour 12 (Day Twelve)
7. Jour 15 (Day Fifteen)
8. Jour 16 (Day Sixteen)
9. Jour 22 (Day Twenty-Two)
10. Jour 23 (Day Twenty-Three)

### Deuxième saison (2022)
1. Jour 30/1 (Day 30/1)
2. Jour 34/12 (Day 34/12)
3. Jour 36/14 (Day 36/14)
4. Jour 42/15 (Day 42/15)
5. Jour 45/16 (Day 45/16)
6. Jour 46/26 (Day 46/26)
7. Jour 50/33 (Day 50/33)
8. Jour Exodus (Exodus)